# 經國七海文化園區
經國七海文化園區是位於臺灣臺北市大直的國家紀念建築，係已故前中華民國總統蔣經國的紀念建築群。園區內建築包含蔣經國故居七海寓所與台北市政府BOT規劃興建的蔣經國總統圖書館。

## 歷史
1950年代為了當時協防台灣海峽的美國海軍第七艦隊司令官而建的度假用招待所，取「七海」為名。後改為蔣經國總統住所，此處成為蔣經國居住最久的地方。
2006年，被台北市政府登錄為市定古蹟；其指定範圍於2019年由原本的寓所本體及庭園擴大至包含七海潭的周邊地區。
2009年，市政府將七海寓所及周邊規劃為「經國七海文化園區」，規劃以BOT模式設置「蔣經國總統圖書館」，收藏並展示相關文獻。
2014年4月11日，市政府與蔣經國國際學術交流基金會及基督教中華信望愛基金會簽訂「臺北市政府徵求民間自行規劃申請參與投資經國七海文化園區OT暨BOT案」合約，以共同負責營運與興建蔣經國總統圖書館。
2022年1月22日，經國七海文化園區正式開幕，由蔣經國國際學術交流基金會與基督教中華信望愛基金會負責營運。蔣家代表蔣友松、時任總統蔡英文、前總統馬英九、前副總統連戰、前台北市長郝龍斌、時任台北市長柯文哲、蔣經國國際學術交流基金董事長錢復、前臺灣省省長宋楚瑜等出席開幕典禮並致詞，共同揭牌。

## 政治意義

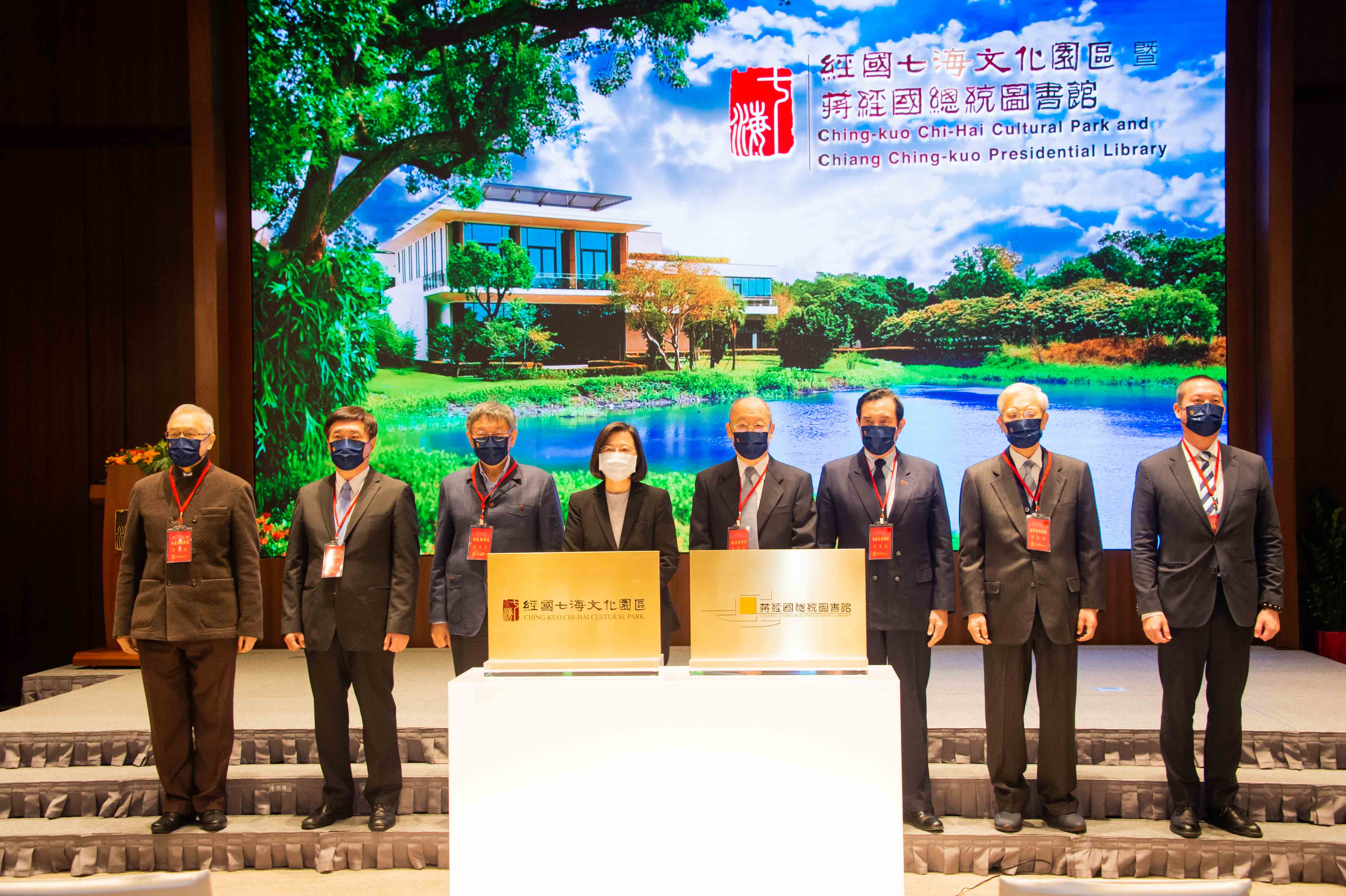
七海文化園區揭幕儀式貴賓合影，蔣基會執行長朱漢雲、前台北市長郝龍斌、時任臺北市長柯文哲、時任總統蔡英文、蔣基會董事長錢復、前總統馬英九、前副總統連戰、蔣家代表蔣友松

雖然七海園區建築並不如同中正紀念堂般隱含許多昔日中國國民黨的意識形態，但被去蔣化、反威權人士認為其為威權象徵，不符合轉型正義的理念。園區開幕前夕促轉會表示園區對威權事蹟隻字未提，應檢討相關文資指定理由。依《促進轉型正義條例》第5條第1項所謂「公共建築或場所之紀念、緬懷威權統治者」之威權象徵，依法應予改名或以其他多元方式處置。並將發函建請北市府依促轉條例辦理。

台北市長柯文哲表示名人故居應忠實保存，威權時代發生的事，作為掌權者，有其必須承擔的責任。「我們只需忠實的還原歷史，給予公平的評論就可以了。」而後在園區開幕致詞中，時任中華民國總統蔡英文表示蔣經國「堅定保台」、「反共」的立場是人民最大共識，而前總統馬英九則讚揚蔣經國「出身威權，終結威權」的智慧與勇氣。

## 資料來源
1. 1 2  吳思萍. . 聯合報. 2014-08-29  [2016-05-19]. （原始内容存档于2016-05-31）.
2. 1 2  . 台北市文化局. 2022-01-08  [2022-05-23]. （原始内容存档于2022-06-03）.
3. ↑  . 台北市文化局. 2022-01-22  [2022-05-23]. （原始内容存档于2022-05-23）.
4. 1 2  . 文化部文化資產局.   [2018-05-25]. （原始内容存档于2019-04-28）.
5. ↑  . 自由時報. 2015-10-26  [2019-12-22]. （原始内容存档于2019-12-22） （中文（臺灣））.
6. ↑  . 蔣經國國際學術交流基金會. 2022-01-22  [2022-05-23]. （原始内容存档于2022-05-22） （中文（臺灣））.
7. ↑  . CNA中央社. 2022-01-22  [2022-01-23]. （原始内容存档于2022-03-18） （中文（臺灣））.
8. ↑  民視新聞網. . YouTube.   [2022-05-23]. （原始内容存档于2022-05-23）.
9. 1 2  . Facebook. 促進轉型正義委員會.   [2022-05-23]. 促轉會表示，因該處屬於「命名空間」類之威權象徵，將發函北市府，建議應予改名或其他配套處置，並檢討相關文資指定理由。促轉會建議，作為政府轄有之公共空間，與民間流傳之多元歷史記憶不同，應彰顯自由民主憲政秩序之重要性，確認民主人權等價值，非僅從單一面向頌揚歷史人物，以達到「否定威權統治之正當性」、「記取侵害人權事件之歷史教訓」之效果，深化民主。
10. ↑  周煊惠. . 新頭殼. 2022-01-22  [2022-05-23]. （原始内容存档于2022-05-23） （中文（臺灣））.
11. ↑  . 中華民國總統府. 2022-01-22  [2023-12-25]. （原始内容存档于2023-12-26） （中文（臺灣））.
12. ↑  . 台灣英文新聞. 2022-01-22  [2022-05-23]. （原始内容存档于2022-05-31）.